# Aristide Dovatur
Aristide Ivanovici Dovatur (în rusă Аристи́д Ива́нович Дова́тур; n. 23 octombrie 1897, Reni, gubernia Basarabia, Imperiul Rus – d. 17 martie 1982, Leningrad, RSFS Rusă, URSS) a fost un filolog și istoric sovietic de origine română, originar din orășelul basarabean Reni. A fost profesor la Universitatea de Stat din Leningrad. Vărul său a fost astronomul Alexandru Nicolaevici Deutsch.

## Origini
Tatăl său, ofițer de stat major în armata rusă, era de origine franceză, iar mama sa provenea din familia nobiliară greco-română Cantacuzino.